# SMS Wörth
SMS Wörth là một trong số bốn thiết giáp hạm tiền-dreadnought đi biển đầu tiên thuộc lớp Brandenburg, vốn còn bao gồm các chiếc Kurfürst Friedrich Wilhelm, Weißenburg và Brandenburg, được chế tạo cho Hải quân Đế quốc Đức (Kaiserliche Marine) vào đầu thập niên 1890. Wörth được đặt lườn tại hãng Germaniawerft, Kiel vào năm 1890, hạ thủy năm 1892 và đưa ra hoạt động vào năm 1893. Lớp tàu này mang tính độc đáo vì là những thiết giáp hạm duy nhất vào lúc đó mang sáu khẩu pháo hạng nặng thay vì bốn khẩu vốn là tiêu chuẩn cho hải quân các nước khác. Nó được đặt tên theo Trận Wörth trong cuộc Chiến tranh Pháp-Phổ vào những năm 1870–1871.
Wörth đã tham gia cuộc viễn chinh của Đức đến Trung Quốc vào năm 1900 để dập tắt cuộc Nổi dậy Nghĩa Hòa Đoàn, mặc dù cuộc phong tỏa Bắc Kinh đã kết thúc khi lực lượng đến nơi. Mặc dù đã được nâng cấp hiện đại hóa vào năm 1901, Wörth đã trở nên lạc hậu vào lúc Chiến tranh Thế giới thứ nhất nổ ra, nên nó cùng với tàu chị em Brandenburg chỉ có những phục vụ hạn chế cho Hải quân Đức, chủ yếu như một tàu trại binh. Sau khi chiến tranh kết thúc, Wörth bị tháo dỡ tại Danzig.

## Thiết kế và chế tạo
Wörth được đặt hàng dưới cái tên tạm thời B, và được đặt lườn tại xưởng đóng tàu của hãng Germaniawerft ở Kiel vào tháng 5 năm 1890. Công việc chế tạo thoạt tiên được tiến hành chậm nhất trong số bốn chiếc của lớp, và nó chỉ được hạ thủy vào ngày 6 tháng 8 năm 1892, chậm hơn gần một năm so với các con tàu chị em. Tuy nhiên công việc trang bị lại được thúc đẩy nhanh, và nó hoàn tất vào ngày 31 tháng 10 năm 1893, là chiếc đầu tiên trong lớp được đưa ra hoạt động thường trực.
Wörth dài 115,7 m (379 ft 7 in), mạn thuyền rộng 19,5 m (64 ft 0 in) vốn tăng lên đến 19,74 m (64,8 ft) nếu bổ sung thêm lưới chống ngư lôi, và độ sâu của mớn nước là 7,6 m (24 ft 11 in) phía trước và 7,9 m (26 ft) phía sau. Con tàu có trọng lượng choán nước thiết kế là 10.013 t (9.855 tấn Anh), và lên đến 10.670 t (10.501 tấn Anh) khi đầy tải chiến đấu. Nó được trang bị hai bộ động cơ hơi nước ba buồng bành trướng 3 xy-lanh tạo ra một công suất 10.000 mã lực chỉ (7.457 kW) và đạt được tốc độ tối đa 16,9 hải lý trên giờ (31,3 km/h; 19,4 mph) khi chạy thử máy. Hơi nước được cung cấp bởi mười hai nồi hơi hình trụ đặt ngang. Nó có tầm hoạt động tối đa 4.300 hải lý (8.000 km; 4.900 mi) khi đi đường trường với tốc độ 10 hải lý trên giờ (19 km/h; 12 mph).
Wörth trang bị sáu khẩu pháo hạng nặng bắn qua mạn trên ba tháp pháo nòng đôi, thay vì chỉ có bốn khẩu đối với thiết giáp hạm vào thời đó. Các tháp pháo phía trước và phía sau trang bị pháo 28 cm (11 in) K L/40, trong khi các khẩu pháo giữa tàu thuộc kiểu ngắn hơn L/35, một điều cần thiết để tháp pháo có thể xoay qua cả hai bên mạn. Dàn pháo hạng hai bao gồm bảy khẩu 10,5 cm (4,1 in) SK L/35 bố trí trong các tháp pháo ụ, nhưng được bổ sung thêm một khẩu trong đợt hiện đại hóa năm 1901. Nó cũng được trang bị tám khẩu 8,8 cm (3,5 in) SK L/30, cùng trong các tháp pháo ụ. Wörth còn có sáu ống phóng ngư lôi 45 cm (17,7 in), tất cả đều đặt trên các bệ xoay bên trên mực nước.

## Lịch sử hoạt động
Sau khi được đưa vào hoạt động, Wörth được phân về Đội 1 thuộc Hải đội Chiến trận 1 cùng với ba con tàu chị em. Chúng được tháp tùng bởi bốn chiếc thuộc tàu frigate bọc sắt cũ hơn thuộc lớp Sachsen của Đội 2, cho dù đến năm 1901-1902, những chiếc lớp Sachsen được thay thế bởi những thiết giáp hạm mới lớp Kaiser Friedrich III. Sau khi gia nhập hạm đội, Wörth đặt dưới quyền chỉ huy của Hoàng tử Heinrich, trong khi sĩ quan trinh sát cao cấp trên tàu vào năm 1984 là Franz von Hipper, người sẽ chỉ huy hải đội tàu chiến-tuần dương Đức trong Chiến tranh Thế giới thứ nhất và sau đó là cả Hạm đội Biển khơi Đức. Wörth đã hiện diện thay mặt cho Đế quốc Đức trong buổi duyệt binh hạm đội của nữ hoàng Victoria vào năm 1897.
Vào ngày 25 tháng 11 năm 1899, Wörth đang tiến hành thực tập tác xạ tại vịnh Eckernförde khi nó va phải đá ngầm. Nó bị rách một khoảng rộng 22 ft (6,7 m) trên lườn tàu và làm ngập ba trong số các khoang kín nước của nó. Con tàu được gửi đến Wilhelmshaven để sửa chữa. Trước khi việc sửa chữa được tiến hành, khoảng 500 t (490 tấn Anh) than phải được dỡ ra để làm nhẹ con tàu. Các tấm thép tạm thời được tán vào lườn tàu bên mạn phải, trong khi các tấm thép bên mạn trái phải được gắn đinh tán trở lại. Công việc hoàn thành kịp lúc để con tàu có thể gia nhập trở lại hạm đội cho chuyến đi Na Uy một tuần sau đó.

### Trấn áp cuộc nổi dậy Nghĩa Hòa Đoàn

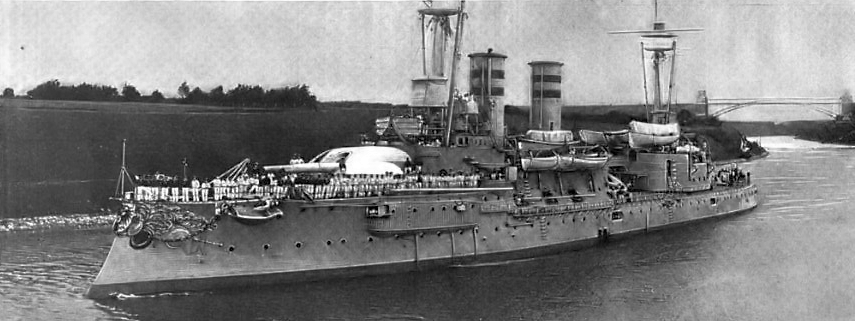
Wörth trong kênh đào Kiel.

Trong cuộc Nổi dậy Nghĩa Hòa Đoàn năm 1900, người Trung Quốc theo chủ nghĩa dân tộc bất bình đã bao vây các sứ quán nước ngoài tại Bắc Kinh và giết hại Công sứ Đức, Nam tước Clemens von Ketteler. Sự bạo loạn chống đối người phương Tây tại Trung Quốc lan rộng dẫn đến việc hình thành một liên minh giữa Đức và bảy cường quốc: Anh Quốc, Ý, Nga, Áo-Hung, Hoa Kỳ, Pháp và Nhật Bản. Số binh sĩ thuộc liên minh có mặt tại Trung Quốc vào lúc đó quá ít không đủ để kháng cự những người nổi dậy: tại Bắc Kinh chỉ có một lực lượng hơn 400 sĩ quan và binh sĩ thuộc quân đội của tám nước; vào lúc đó lực lượng chính của Đức tại Trung Quốc là Hải đội Đông Á, bao gồm các tàu tuần dương bảo vệ Kaiserin Augusta, Hansa và Hertha, các tàu tuần dương nhỏ Irene và Gefion cùng các pháo hạm Jaguar và Iltis. Ngoài ra còn có một phân đội 500 người trú đóng tại Taku; họ kết hợp với các đơn vị thuộc các nước khác hình thành nên một lực lượng với quân số khoảng 2.100 người.
Lực lượng hỗn hợp này, được đặt dưới quyền chỉ huy của Đô đốc Anh Edward Hobart Seymour, tìm cách đến được Bắc Kinh vốn đang bị bao vây, nhưng do bị kháng cự ráo riết nên bị buộc phải dừng lại tại Thiên Tân. Kết quả là Hoàng đế Wilhelm II quyết định gửi một lực lượng viễn chinh sang Trung Quốc tăng cường cho Hải đội Đông Á. Lực lượng đặt dưới quyền chỉ huy của Thống chế Alfred von Waldersee bao gồm bốn chiếc lớp Brandenburg, sáu tàu tuần dương, mười tàu chở hàng, ba tàu phóng lôi và sáu tiểu đoàn thủy binh. Đô đốc Alfred von Tirpitz đã phản đối kế hoạch này vì ông cho rằng nó không cần thiết và tốn kém, nhưng bất chấp điều đó, chiến dịch vẫn tiến hành. Lực lượng chỉ đến được Trung Quốc vào tháng 9 năm 1900, khi mà cuộc phong tỏa Bắc Kinh đã được phá vỡ. Kết quả là lực lượng Đức chỉ tham gia trấn áp các vụ nổi dậy lẻ tẻ trong khu vực phụ cận Giao Châu. Cuối cùng, chiến dịch đã làm tiêu tốn chính phủ Đức hơn 100 triệu Mác. Lực lượng quay trở về Đức vào năm tiếp theo, 1901.

### Tái cấu trúc và các phục vụ tiếp theo

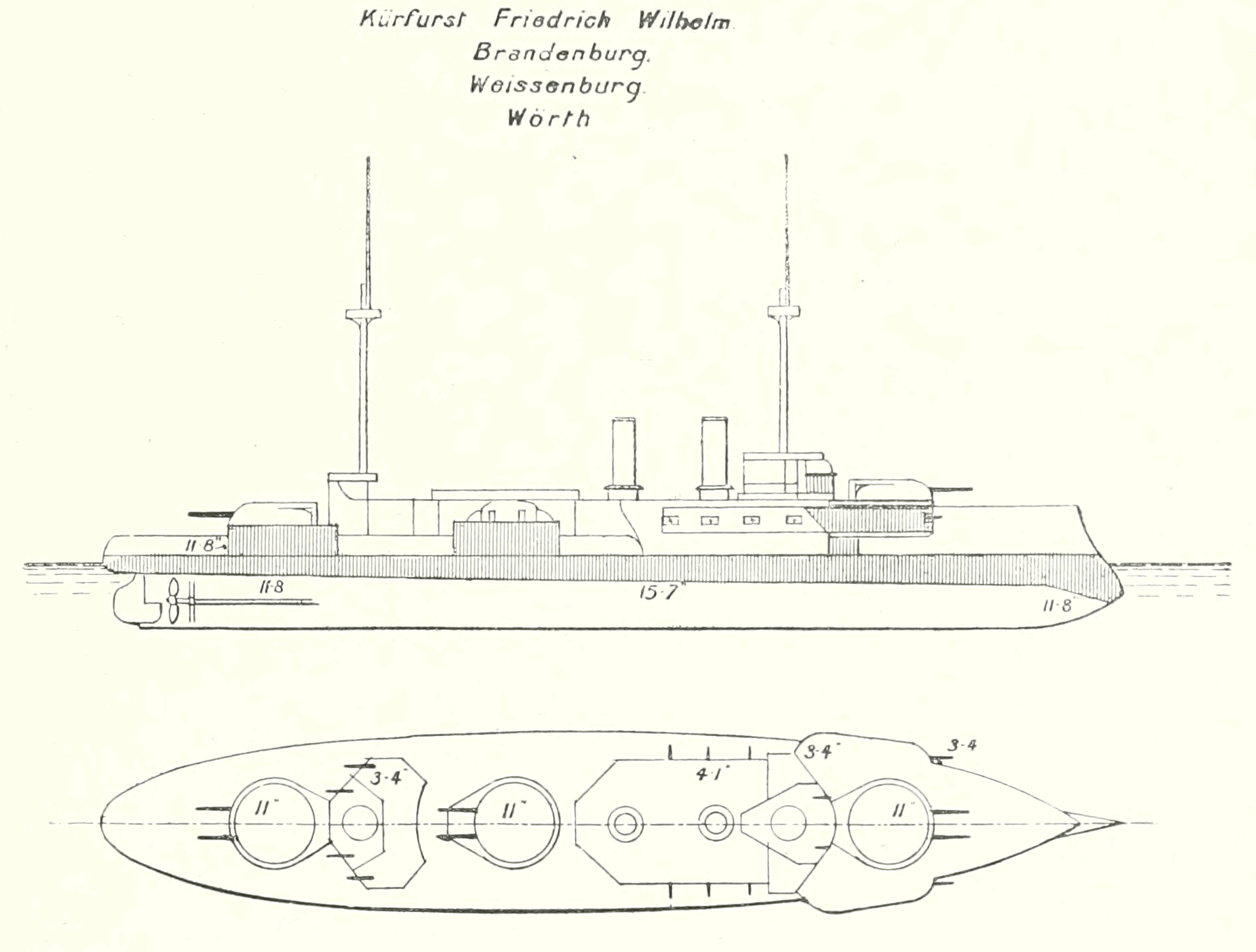
Lớp Brandenburg như được mô tả trong Niên giám Hải quân Brassey 1902

Sau khi quay về từ Trung Quốc vào năm 1901, Wörth được đưa vào ụ tàu của Xưởng tàu Đế chế ở Wilhelmshaven cho một đợt tái cấu trúc rộng rãi, được tiếp nối bởi các con tàu chị em cùng lớp: Weißenburg vào năm 1902, Brandenburg năm 1903, và Kurfürst Friedrich Wilhelm vào năm 1904. Trong đợt hiện đại hóa này, một tháp chỉ huy thứ hai được bổ sung ở phần sau của cấu trúc thượng tầng cùng với một cầu tàu. Các nồi hơi của Wörth và các con tàu được thay thế bằng kiểu mới hơn, và các khoang giữa tàu được giảm bớt.
Sau khi hoàn tất việc nâng cấp, Wörth và những chiếc cùng lớp được phân về Hải đội Chiến trận 2 của hạm đội thay thế cho những hải phòng hạm cũ thuộc lớp Siegfried cùng các tàu frigate bọc sắt cũ Baden và Württemberg. Khi lớp thiết giáp hạm mới Deutschland được đưa ra hoạt động vào năm 1906, chúng thay thế cho Wörth và những chiếc chị em trong hạm đội chiến trận. Wörth và Brandenburg được đưa về hạm đội dự bị, gia nhập cùng những chiếc lớp Siegfried; trong khi hai chiếc còn lại Kurfürst Friedrich Wilhelm và Weißenburg được bán cho Đế quốc Ottoman vào năm 1910.

### Chiến tranh Thế giới thứ nhất
Khi Chiến tranh Thế giới thứ nhất nổ ra vào năm 1914, Wörth được giao các nhiệm vụ phòng thủ duyên hải cùng với Brandenburg; nhưng vì các con tàu đã quá cũ, việc này chỉ kéo dài cho đến năm 1915 khi chúng được rút ra khỏi hoạt động thường trực trở thành những tàu trại lính. Wörth đặt căn cứ tại Danzig trong khi Brandenburg ở Libau. Cả hai được rút khỏi danh sách đăng bạ hải quân vào ngày 13 tháng 5 năm 1919 và được bán để tháo dỡ. Cả hai được Norddeutsche Tiefbauges, một hãng tháo dỡ tàu đặt trụ sở tại Berlin mua lại; Wörth sau đó được tháo dỡ tại Danzig.